# Serraca discreparata
Serraca discreparata là một loài bướm đêm trong họ Geometridae.